# Ruffian
Ruffian (Kentucky, 17 aprile 1972 – Hempstead, 7 luglio 1975) è stata una cavalla da corsa statunitense.
Nacque nella fattoria Claiborne, vicino a Paris (Kentucky).
Sulla sua breve vita fu realizzato nel 2007 un film dal titolo Ruffian – Veloce come il vento.

## Carriera
La carriera di Ruffian iniziò con la vittoria al debutto per 14 lunghezze e batté poi le migliori coetanee nelle Fashion Stakes. Fu la volta dei canter nelle corse ad Astoria Stakes (9 lunghezze), nelle corse a Sorority Stakes (record della pista) e nelle corse a Spinaway Stakes (di nuovo record).
Lucien Laurin, che aveva appena finito di allenare Secretariat, commentò che con Dio come testimone, questa può anche essere meglio di Secretariat.
A 3 anni Ruffian trionfò nella Triple Crown per femmine USA: si trattò in realtà di una formalità, con le corse vinte di 8, 14 e 3 lunghezze, sempre facendo registrare il record della pista.
Si organizzò allora un match con il puledro Foolish Pleasure (imbattuto in 7 corse, e vincitore del Kentucky Derby) a Belmont Park: il 6 luglio 1975 ben 50.000 spettatori assieparono il parterre, mentre 18 milioni di persone seguirono in diretta “la battaglia dei sessi”: il puledro più veloce contro la puledra più veloce. Jacinto Vásquez, fantino di entrambi i cavalli, decise di salire su Ruffian ritenendola più veloce, mentre Braulio Baeza era su Foolish Pleasure.
Nonostante una partenza incerta Ruffian andò presto al comando e condusse fino ai primi 500 metri, dove accadde l'impensabile: Ruffian perse l'azione e deviò all'esterno appoggiandosi al rivale, mentre il fantino cercava di fermarla.
Foolish Pleasure si avviò solitario al traguardo mentre si delineava la dimensione della tragedia: Ruffian aveva distrutto i sesamoidi dell'anteriore destro.
La puledra subì un intervento che purtroppo risultò vano, per cui i proprietari ne disposero l'abbattimento per evitarle ulteriore dolore.
Ruffian fu ovviamente U.S. Champion Filly ed è seppellita a Belmont Park, con la testa rivolta verso il palo che per ben 10 volte l'aveva decretata regina della pista.
Nella sua breve carriera vinse un montepremi di 313,429 $.
| Controllo di autorità | LCCN (EN) sh85115729 · J9U (EN, HE) 987007548541805171 |